# Swat (Pakistan)

Het district Swat (geel) in de Noordwestelijke Grensprovincie (groen)

De Swatvallei of kortweg Swat (Pasjtoe: سوات) is een vallei en een district in de provincie Khyber-Pakhtunkhwa (voorheen de Noordwestelijke Grensprovincie) van Pakistan. Het gebied ligt zo'n 160 km ten noordwesten van de Pakistaanse hoofdstad Islamabad. De hoofdstad van Swat is Saidu Sharif, maar de grootste stad in de vallei is Mingora.
Door de vallei stroomt de Swatrivier. De vallei herbergt veel archeologische overblijfselen van de boeddhistische Gandhara beschaving. Swat was tot 1969 een prinsdom en ging in dat jaar op in de toenmalige Noordwestelijke Grensprovincie. Met hoge bergen, groene velden en blauwe meren is het een zeer mooi gebied. 
In december 2008 werd het grootste deel van het gebied veroverd door de Taliban. De islamistische leider Maulana Fazlullah en zijn groep Tehreek-e-Nafaz-e-Shariat-e-Mohammadi namen de macht over. In mei 2009 startte het Pakistaanse leger er een actie, waardoor een vluchtelingenprobleem ontstond, maar ook de Taliban kon worden verdreven. Sindsdien is de situatie weer enigszins genormaliseerd, hoewel het leger nog sterk aanwezig is en af en toe incidenten plaatsvinden. Oktober 2012 werd een jong meisje, Malala Yousafzai, door de Taliban beschoten omdat zij als symbool voor de emancipatie van jonge vrouwen werd gezien en onderwijs genoot. Zij overleefde haar verwondingen.   